# Jangga (Batin XXIV)
Jangga is een bestuurslaag in het regentschap Batang Hari van de provincie Jambi, Indonesië. Jangga telt 1397 inwoners (volkstelling 2010).